# Terzi (Adelsgeschlecht)

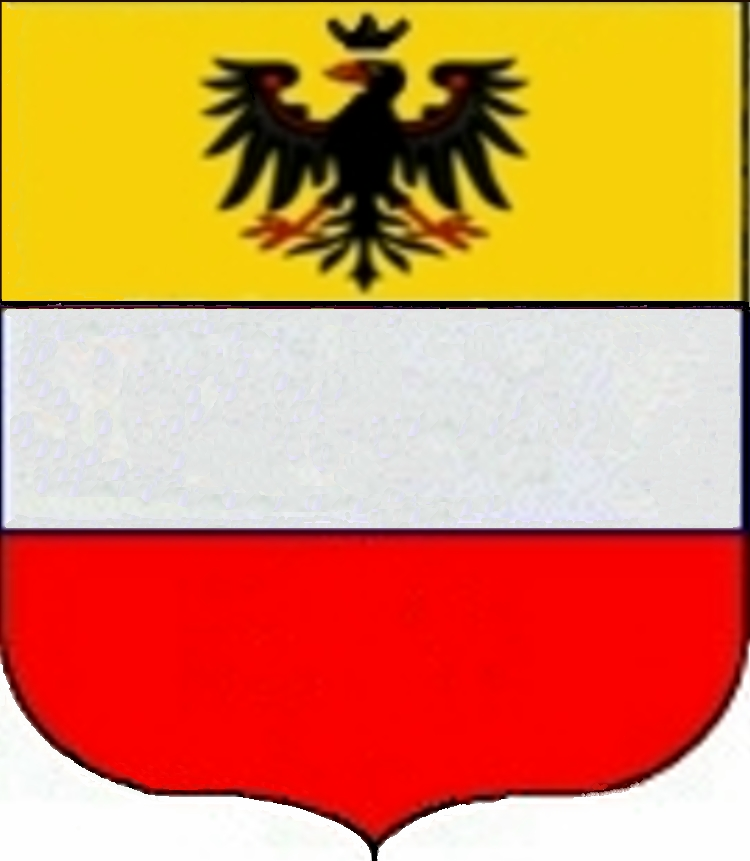
Zweites Wappen der Terzis: Silberner und roter Streifen mit einem schwarzen Adler in einem goldenen Feld darüber.

Die Familie Terzi zeichnete sich im Laufe des 12. und des 13. Jahrhunderts als Bürgermeister, militärische Kapitäne und Statthalter von Städten in der Poebene aus und waren so ab dem 14. Jahrhundert vor allen Dingen als Condottieri in Diensten der Viscontis. Sie waren zunächst Grafen von Tizzano und dann mit Ottobono oder Ottobuono Herren der Städte Parma und Reggio.

## Ursprünge
Die Terzis stammen von der älteren Familie Da Cornazzano ab, die Vasallen der Familie Canossa und der Kirche von Parma waren, also Kämpfer nach dem Tode von Matilde im „Pars imperii“, der der kleinen, bäuerlichen Adelsfamilie aus der Emilia gehörte, die ihre Wurzeln in den langobardischen Grundeigentümern Anfang des 11. Jahrhunderts im Apennin von Parma und Piacenza hatte. Als Gründer des Familienzweiges der Terzis, der aus dem Haus Da Cornazzano keimte, wird ein Gerardo „Tercius“ bezeichnet, der auch „Terzo da Cornazzano“ genannt wurde, da er der Drittgeborene von Pietro, dem Familienoberhaupt, war.
Derselbe ist auch in den „Annales Cremonenses“ als Bernardo da Cornazzano (1218) verzeichnet, wogegen andere Quellen ihn als „Bernardo“ oder „Gherardo Tertius“ (1223) zitieren. „Gerardo Tertius“, also Bernardo da Cornazzano, war der Vater von Guido I. „Tercius“. Guido I. „Tercius“ war der Vater von Filippo oder Filippone und von Guido II., auf die das kaiserliche Diplom, versiegelt am 7. Dezember 1329 in Nürnberg von Ludwig IV. ausgestellt war, in dem zugunsten der beiden Brüder „De Tertiis“ Befreiungen und Privilegien für die ihnen in Herrschaft gewährten Ländereien verfügt sind.
Mit diesem kaiserlichen Diplom bekräftigten die Terzis von Parma ihre autonome Herrschaft, die schon im Gebiet von Parma, an der Mündung des Taro, zwischen Sissa und Torricella, gut verwurzelt gewesen sein musste, auch in wirtschaftlicher Hinsicht. Chronologisch steht diese Institution im 14. Jahrhundert im Einklang mit der Tendenz, die sogenannte „Signoria di Banno“ (dt.: feudale Herrschaft) wiederzubeleben, in der der Herr mit seinen Privilegien die Aufgabe übernahm, unter voller Rechtsprechung sein Territorium zu regieren. Dies begünstigte die Bildung neuer Machtzentren über das Gebiet von Parma hinaus in der gesamten Poebene und allgemein im nördlichen und mittleren Italien.
Die Terzis waren bereits 1247 als Da Cornazzanos vom Kaiser des Heiligen Römischen Reiches, Friedrich II., als Grafen von Tizzano und Belvedere, weiters von Castelnuovo dei Terzi (heute Castelnuovo Fogliani) und anderen Gebieten im Bereich von Parma investiert worden. So wurden sie nach und nach und alternativ mit der Zeit Herren von Parma, Noceto, Guardasone und Colorno, um nur die wichtigsten Orte zu nennen.

## Die Terzis als Condottieri

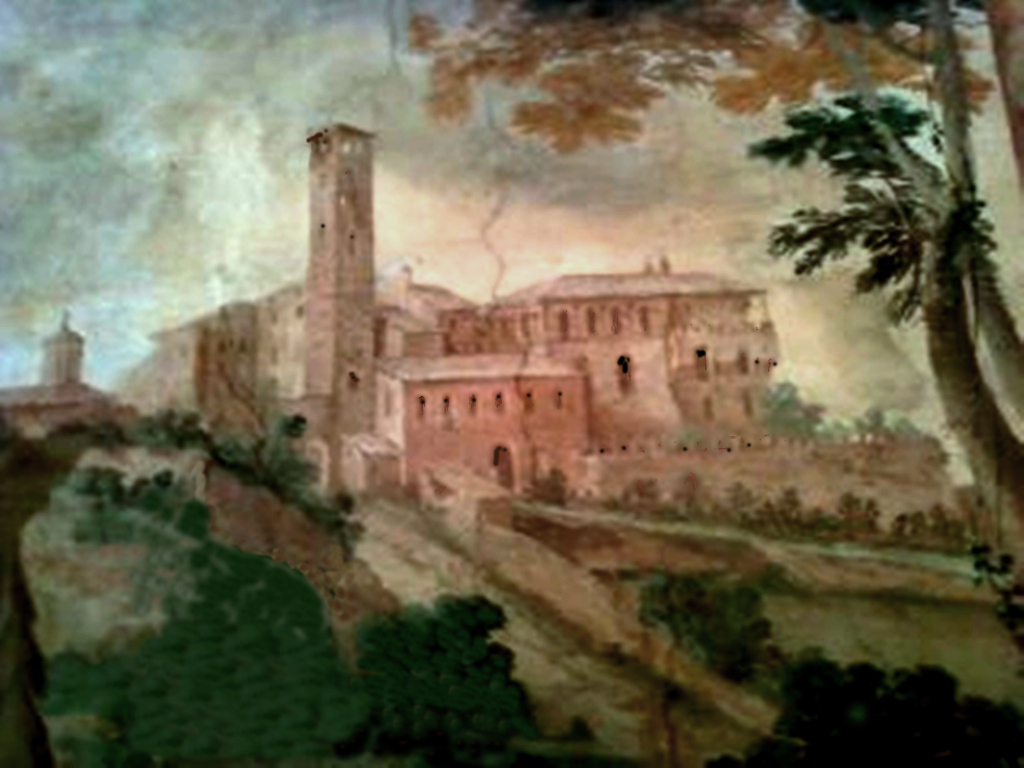
Fresko mit dem Bild von Castelnuovo dei Terzi, erhalten im Palast von Castelnuovo Fogliani, dem Sitz der Fondazione Giuseppe Toniolo.

Die Terzis nützten alle Mittel, um ihre Herrschaft auf immer bedeutendere Territorien auszudehnen, vom Gebiet von Parma bis zu dem von Piacenza und Reggio. Zu diesem Zweck verknüpften sie ihre Ambitionen mit denen des Herzogtums Mailand, bis dieses den Viscontis gehörte. So schworen die Brüder Niccolò Terzi der Ältere und Giberto Terzi Bernabò Visconti die Treue. Niccolò der Ältere kaufte 1375 von Gherardo Visconti die Rechtsprechungen von Castelnuovo und Casale Albino im Gebiet von Piacenza. Diese wurden später von Gian Galeazzo Visconti, dem Conte di Virtù, bestätigt, der 1386 Tizzano Val Parma die noch weitergehenden Immunitäten zuerkannte.
Die Übereinstimmung der Terzis mit den Viscontis wird durch die Zuordnung zahlreicher Rektorate über Städte in der Poebene bestätigt, wie die Regentschaft des Konzils von Verona für die „Partes ultra Mincium“, sowie die Kapitanate von Bergamo, Brescia und Reggio. Bedeutend ist auch der Umfang der mit dem Diplom des Kaisers Wenzel 1387 verliehenen Ehren, mit denen Niccolò dem Älteren der erbliche Grafentitel zufiel. Die feierliche Zeremonie, mit der Niccoló mit dem Militärgürtel ausgezeichnet wurde, wurde am 15. August 1387 in der Kathedrale von Pavia begangen. Man beobachtete, dass die Privilegien, die gemäß diesem kaiserlichen Diplom verliehen wurden, „es außerhalb einer Vereinbarung mit dem Conte di Virtù schwer vorstellbar machten, die Ausübung päpstlicher oder kaiserlicher Privilegien ohne spezielle Lizenz zu verbieten, und mittlerweile in der Lage waren, den mächtigen Herren der Emilia ihr eigenes präventives Placet aufzuzwingen, sei es auch nur zur Ausübung eines Bürgermeisteramtes oder bezüglich ihres Verhaltens außerhalb ihres Herrschaftsbereiches“.
Die Treue zu den Herzögen von Mailand zahlte sich in späterer Zeit für die Familie aus und somit für den Condottiere Niccolò Terzi den Älteren, für dessen Söhne Giacomo und Ottobuono Terzi, sowie seinem Enkel Niccolò Terzi und darüber hinaus für die riesigen Güter, die Familie in Parma besaß, die Burgen von Guardasone, Bazzano und Colorno, sowie weitere Anwesen, wie Nigone, Montelugolo oder Scaluccia. In der Gegend von Reggio gab es die Burgen von Rossena unterhalb Canossa, Sassatello und Gombio. Dies waren Vorzüge, die zu den ausgedehnten, landwirtschaftlichen Anwesen hinzukamen, die sie „seit sehr langer Zeit“ besaßen, wie Castelnovo di Sotto, Medesano, Gualtieri und Guastalla.

## Die Diaspora der Terzis

### Die Terzis von Fermo
Als Francesco I. Sforza, der die Herrschaft über Mailand erobert hatte, im Juli 1450 die Burgen von Guardasone und Colorno, sowie andere Besitzungen in den Gebieten von Parma und Piacenza, die Niccolò Terzi dem Krieger gehörten, enteignete, endete alle Herrschaft der Terzis von Parma in der Poebene. Die Terzis gaben Colorno auf und flüchteten sich an den Hof von Ludovico III. Gonzaga in Mantua.
Ein Cousin von Niccolò Terzi dem Krieger, Giovanni Filippo Terzi Guerrieri, ein Sohn von Jacopo oder Giacomo Terzi, ließ sich in den Marken nieder, wo er Stammvater der Familie Guerrieri von Fermo wurde.
Die Guerrieri von Fermo, die an den Hof der Gonzagas in Mantua gerufen wurden, gründeten das Haus der Guerrieri Gonzaga. So verfügte Gonzaga „am vorletzten Apriltag 1506“, dass der Schwager von Giacomo Terzi, Lodovico Guerrieri, ihn sein Haus aufgenommen werde und von da an für sich und seine Nachkommen den Nachnamen „Guerrieri Gonzaga“ annehme. Derselbe Lodovico wurde 1514 zum „Marchionalem Consocium beneamatum“ nominiert und wurde 1522 Generalstatthalter der Herren von Mantua in Urbino.

### Die Terzis von Sissa
Heute vertreten durch Rangone Terzi aus Reggio Emilia und durch Gianfranco Marazzani Visconti Terzi aus Piacenza. Terzis von Sissa begannen als Familienzweig der Terzis von Parma und stammten von Gherardo Terzi (oder Gerardo Tercius), dem Vater Guidos I. (Guido Tercius), ab, der in einem Dokument von 1311 als einer der angesehensten Bürger von Parma erwähnt ist. Derselbe Guido ist neben seinem Bruder Filippo wegen der ihnen gewährten Befreiungen und Privilegien im Diplom des Kaisers Ludwig IV. erwähnt, das am 7. Dezember 1329 in Nürnberg unterzeichnet wurde und in dem beide mit dem Nachnamen „de Tertiis“ benannt werden. Die Terzis von Sissa, die im Gegensatz zum Familienzweig aus Parma, der nach dem Mord an Ottobuono 1409 zur Diaspora verurteilt waren, verstanden es, ihre Herrschaft bis ins 18. Jahrhundert zu bewahren. Am 17. Dezember 1758 starb die Familie mit dem Tod des Grafen Francesco Maria Terzi ohne männliche Nachkommen aus. Er hatte nur zwei Töchter, Corona Terzi, Gräfin von Sissa, verheiratet mit dem Markgrafen Rangoni, später Rangoni Terzi, aus Modena, und Costanza Terzi, Gräfin des Heiligen Römischen Reiches und von Kollnitz (heute Kolinec in der Tschechischen Republik), Gräfin von Sissa, ecc. Patrizierin von Parma, seit 1744 verheiratet mit dem Grafen Antonio Camillo Marazzani Visconti, Graf von Paderna und Villa del Riglio, Lehnsherr von Castelnuovo Val Tidone und Fabiano, Lehnsherr von Montanaro, von Valconasso, von Gamalero, von la Sforzesca, Patrizier von Piacenza. Costanza starb am 19. Februar 1803 in Piacenza und wurde in der Antoniusbasilika beerdigt, wo heute zur Erinnerung eine Steintafel steht. Das Lehen Sissa fiel an die herzogliche Liegenschaftsverwaltung von Parma. Nach dem testamentarischen Willen von Francesco Maria Terzi, dem Grafen von Sissa, sollten die Söhne und männlichen Nachkommen in der Linie der Erstgeborenen von Corona und Costanza an ihre jeweiligen Nachnamen den Namen „Terzi“ anfügen.

## Wappen
- Erstes Wappen der Terzis: Silberner und roter Streifen.
- Zweites Wappen der Terzis: Silberner und roter Streifen mit einem schwarzen Adler in einem goldenen Feld darüber.
- Letztes Wappen der Terzis, das auf dem Grabstein von Graf Francesco Maria Terzi zu sehen ist: Goldenes Feld mit schwarzem Doppeladler, gekrönt von demselben, mit einem abgesenkten Band in rot.